# Helichrysum meyeri-johannis
Helichrysum meyeri-johannis là một loài thực vật có hoa trong họ Cúc. Loài này được Engl. mô tả khoa học đầu tiên năm 1892.